# Kadene Vassell
Kadene Vassell (ur. 29 stycznia 1989 w regionie Saint Thomas na Jamajce) – holenderska lekkoatletka specjalizująca się w krótkich biegach sprinterskich, uczestniczka letnich igrzysk olimpijskich w Londynie (2012).

## Sukcesy sportowe
- dwukrotna mistrzyni Holandii w biegu na 200 metrów – 2009[1], 2010[2]
- dwukrotna wicemistrzyni Holandii w biegu na 100 metrów – 2009[3], 2010[4]
- halowa wicemistrzyni w biegu na 200 metrów – 2012[5]

| Rok  | Miasto   | Zawody               | Konkurencja        | Wynik         |
| ---- | -------- | -------------------- | ------------------ | ------------- |
| 2012 | Helsinki | Mistrzostwa Europy   | sztafeta 4 x 100 m | srebrny medal |
| 2012 | Londyn   | Igrzyska olimpijskie | sztafeta 4 x 100 m | 6. miejsce    |

## Rekordy życiowe
- bieg na 60 metrów (hala) – 7,42 – Kirchberg 02/02/2013
- bieg na 100 metrów – 11,42 – Lozanna 04/07/2013
- bieg na 150 metrów – 17,64 – Lisse 14/05/2011
- bieg na 200 metrów – 23,49 – Genewa 02/06/2012
- bieg na 200 metrów (hala) – 23,78 – Gandawa 27/01/2013